# Linh thần dưới lòng đất
Linh thần dưới lòng đất (tiếng Anh: The genie from down under) là một bộ phim giả tưởng của hãng ABC, trình chiếu trong giai đoạn 1996 - 1998 or Purchase on iTunes..

## Nội dung
Cô Penelope Townes người Anh, 13 tuổi, vô tình nhặt được một sợi dây chuyền mặt opal trên gác mái đầy bụi nhà mình. Bất ngờ từ trong đó vụt ra hai cha con Bruce và Paz vốn là những vị thần đến từ Úc. Từ thời điểm ấy bắt đầu nảy sinh những rắc rối xoay quanh hai vị thần hậu đậu này.

## Diễn xuất
- Alexandra Milman as Penelope Townes
- Rhys Muldoon as Bruce (Series 1)
- Sandy Winton as Bruce (Series 2)
- Glenn Meldrum as Baz
- Joe Ireland as Hugh
- Tom Fisher as Stephen
- Anna Galvin as Lady Diana Townes
- Erol Cimen as Brady
- Ian McFadyen as Lord Bubbles Uppington-Smythe
- Monica Maughan as Miss Mossop
- Mark Mitchell as Otto von Meister
- Fletcher Humphrys as Conrad
- Christian McVeigh as S.Mac